# Tendai Mtawarira
Tendai „The Beast“ Mtawarira (* 1. Juli 1985 in Harare, Simbabwe) ist ein ehemaliger südafrikanischer Rugby-Union-Spieler, der auf der Position des Pfeilers für die südafrikanische Nationalmannschaft, im Currie Cup für die Natal Sharks und im Super Rugby für die Sharks spielte. Er erarbeitete sich aufgrund seiner explosiven Spielweise schnell den Status eines Publikumslieblings.

## Karriere
Mtawarira begann im Alter von neun Jahren mit dem Rugbysport in seinem Heimatland Simbabwe. Mit 16 Jahren wurde er von den Sharks entdeckt und in deren Akademie aufgenommen. Zunächst spielte er noch als Nummer Acht, erst 2006 wechselte er auf seine heutige Position.
Mtawarira lief im Jahr 2007 erstmals für die Sharks im Super 14, dem Vorläufer des Super Rugbys, und für die Natal Sharks im Currie Cup auf. Die für seine Position unübliche Geschwindigkeit und seine Stärken im Gedränge ließen ihn schnell zum Stammspieler werden. Im Jahr 2008 konnte er mit den Sharks den Currie Cup gewinnen. In der gleichen Saison kam er zu seinem Debüt für die südafrikanische Nationalmannschaft gegen Wales. Eine Woche darauf legte er gegen Italien seinen ersten Versuch.
Im Jahr 2009 war Mtawarira im Kader Südafrikas während der Tour der British and Irish Lions. Die Springboks gewannen die Serie gegen die Lions mit 2:1 und sicherten sich zudem den dritten Titel bei den Tri Nations im selben Jahr.
2019 gewann Tendai Mtawarira mit der südafrikanischen Nationalmannschaft zunächst den Titel bei The Rugby Championship und in der Folge die Weltmeisterschaft in Japan.